# NCAA
NCAA (National Collegiate Athletic Association, hrv. Nacionalna sveučilišna atletska udruga) je neprofitna organizacija koja upravlja američkim sveučilištima (njih 1281), konferencijama i organizacijama.

Udruga organizira natjecanja i pomaže mladim ljudima iz 1281 škole članice u svih 50 država SAD-a, District of Columbia, Puerto Rico pa čak i Kanade. Sjedište se nalazi u Indianapolisu, Indiana, SAD.

## Povijest
NCAA, organizacija kojom upravljaju članovi, osnovana je 1906. kako bi regulirala pravila sveučilišnog sporta i zaštitila mlade sportaše.
Početkom 20. stoljeća, masovne formacije, uključujući obračune bandi dali su američkom nogometu reputaciju brutalnog sporta. Samo tijekom sezone 1904. bilo je 18 smrtnih slučajeva i 159 teških ozljeda na terenu. Na razini sveučilišta, angažirani igrači koji nisu bili regularni studenti često su se nalazili u popisima igrača.
 
Neki koledži i sveučilišta zabranili su nogomet u svojim kampusima. U javnosti je raslo negodovanje i pozivi da se sport ili reformira ili ukine.

U listopadu 1905., predsjednik Theodore Roosevelt, dugogodišnji ljubitelj nogometa, okupio je atletske vođe iz nekih od najboljih nogometnih škola - Harvard, Princeton i Yale - i pozvao ih da reformiraju pravila u nogometu.
 
Dok se broj smrtnih slučajeva i ozljeda u nogometu nastavio povećavati tijekom sezone 1905., rektor Sveučilišta New York Henry M. MacCracken sazvao je sastanak 13 škola u prosincu kako bi reformirali pravila igranja nogometa. Ubrzo nakon toga, 28. prosinca u New Yorku, 62 koledža i sveučilišta postali su osnivački članovi IAAUS - Intercollegiate Athletic Association of the United States, koji je ustvari bio preteča NCAA.

U kolovozu 1973. formiran je način natjecanja kakav je nastavljen i danas. NCAA podijeljena je u Divizije I, II i III. Prema pravilu, samo sveučilišta Divizije I i II smiju nuditi stipendije sportašima. Jedina iznimka ovakve podjele je u NCAA Football Ligi, gdje je Divizija I podijeljena u FCS (Football Championship Subdivision) i FBS (Football Bowl Subdivision).

## Sportovi u NCAA
Bejzbol

Košarka

Mačevanje

Boks

Nogomet

Američki nogomet

Golf

Plivanje

Skijanje

Veslanje

Gimnastika

Tenis

Odbojka

Vaterpolo

## Konferencije

### Divizija I
America East Conference

American Athletic Conference (The American) *

Atlantic Coast Conference (ACC) *

Atlantic Sun Conference (ASUN)

Atlantic 10 Conference (A-10)

Big East Conference

Big Sky Conference **

Big South Conference **

Big Ten Conference (Big Ten ili B1G) *

Big 12 Conference (Big 12) *

Big West Conference

Coastal Collegiate Sports Association (CCSA)

Colonial Athletic Association (CAA) **

Conference USA (C-USA) *

Horizon League

Division I Independents (nezavisni)

Ivy League **

Metro Atlantic Athletic Conference (MAAC)

Mid-American Conference (MAC) *

Mid-Eastern Athletic Conference (MEAC) **

Missouri Valley Conference (MVC) **

Mountain Pacific Sports Federation (MPSF)

Mountain West Conference (MW) *

Northeast Conference (NEC) **

Ohio Valley Conference (OVC) **

Pac-12 Conference (Pac-12) *

Patriot League **

Southeastern Conference (SEC) *

Southern Conference (SoCon) **

Southland Conference **

Southwestern Athletic Conference (SWAC) **

The Summit League (The Summit)

Sun Belt Conference (SBC) *

West Coast Conference (WCC)

Western Athletic Conference (WAC)

##### Legenda:
(*) - konferencije u FBS-u

(**) - konferencije u FCS-u

(AAAA) - konferencije koje ne postoje ni u američkom nogometu ni u košarci, ali postoje u drugim sportovima.